# Namsan (Séoul)
Pour les articles homonymes, voir Namsan.
Namsan (« montagne du Sud » en coréen) est un mont de 262 mètres d'altitude, situé en plein cœur de la ville de Séoul en Corée du Sud. 
Il portait autrefois le nom de mont Mongmyeok (목멱산). Le Namsan est un lieu de détente, prisé pour sa vue panoramique sur la ville. Son sommet est couronné par la N Seoul Tower.